# Yli-Martinluoma
Yli-Martinluoma och Alimmainen Martinluoma, eller Martinluomat är sjöar i Finland. De ligger i kommunen Kuusamo i landskapet Norra Österbotten, i den nordöstra delen av landet, 600 km norr om huvudstaden Helsingfors. Martinluomat ligger 269,4 meter över havet. Arean är 25,1 hektar och strandlinjen är 2,59 kilometer lång. Sjön  ingår i Ijo älvs huvudavrinningsområde. 